# Radio galaktika
Radio galaktika ili radiogalaktika je vrsta aktivne galaktike koje snažno zrači radiovalove. Izvori radiovalova većine radiogalaktika obično se nalaze izvan optički vidljivog dijela galaktike. Ta su područja veća od jezgra galaktika s kojima su obično povezana tankim mlazovima plina (plazme). Mlazovi se udaljavaju relativističkim brzinama (brzinama bliskim brzini svjetlosti) te stvaraju sinkrotronsko zračenje, a brzina im se prolaskom kroz unutargalaktičku i izvangalaktičku tvar postupno smanjuje. Primjerice, radiogalaktike su: divovska eliptična galaktika Djevica A (lat. Virgo A ili Messier 87), koja pripada galaktičkom superskupu u zviježđu Djevici, eliptične galaktike Labud A (lat. Cygnus A ili 3C 405) i Herkul A (lat. Hercules A ili 3C 348), lećasta galaktika Centaur A (lat. Centaurus A ili NGC 5128), galaktika s dvije sfere Slikar A (lat. Pictor A).

## Osobine
Snažnije emitira energiju iz područja radijskih valova nego onu iz ljudskom oku vidljivog spektra, zbog čega nosi naziv radio galaktike. Energija radijskog zračenja doseže do 1054 J. Njihov radijski izvor (ionizirani plin koji zraci sinkrotronskim mehanizmom) simetričan je glede optičkog izvora. Jezgra im je modrikasta. Ovoj je magličast i crvenkast. Optičkog su sjaja do do M=-24. 
Spektralne crte su vrlo jake.
Radijske se galaktike od Seyfertovih galaktika razlikuju po više vrućoj, većoj i gušćoj jezgri.
Najsnažniji radijski izvori su neobične divovske eliptične galaktike. U njih ubrajamo Djevicu-A (M87), Labuda-A, Centaura A i druge.

## Sinkrotronsko zračenje
Sinkrotronsko zračenje su polarizirani elektromagnetski valovi cijeloga kontinuiranog spektra valnih duljina koje emitiraju električki nabijene čestice kada se brzinom bliskom brzini svjetlosti gibaju okomito na smjer magnetskoga polja. Može nastati u ubrzivačima čestica (sinkrotron) i u prirodi kada se elektroni gibaju kroz magnetska polja (na primjer zračenje radiogalaktika i ostataka supernovih djelomično je sinkrotronsko).

## Poveznice
- Galaktike sa široko savinutim repovima